# Ружомберок (район)
Ружомберок (словац. Okres Ružomberok) — район Словакии. Находится в Жилинском крае. Исторически располагался на пути из Поважья в Ораву и Польшу, из-за чего там в XIV веке был возведён замок Ликава.

## Население
| Год:        | 1994   | 2004    | 2014    | 2024    |
| ----------- | ------ | ------- | ------- | ------- |
| Broj ljudi: | 59 516 | 59 136  | 57 403  | 56 278  |
| Разница:    |        | −0,63 % | −2,93 % | −1,95 % |

### Статистические данные (2001)
Национальный состав:
- Словаки — 97,9 %
- Чехи — 0,6 %
- Цыгане — 0,5 %

Конфессиональный состав:
- Католики — 84,0 %
- Лютеране — 4,2 %